# Riverside (Oregon, Malheur megye)
Riverside az Amerikai Egyesült Államok északnyugati részén, Oregon állam Malheur megyéjében, a Malheur folyó déli ágának közelében elhelyezkedő önkormányzat nélküli település.
Az 1889-ben megnyílt posta első vezetője Theresa E. McRae volt. A Riverside-i Természetvédelmi Terület a Malheur folyó közelében fekszik.

## Éghajlat
A település éghajlata félszáraz (a Köppen-skála szerint BSk).
| Hónap                                   | Jan.  | Feb.  | Már.  | Ápr.  | Máj.  | Jún. | Júl. | Aug. | Szep. | Okt.  | Nov.  | Dec.  | Év    |
| --------------------------------------- | ----- | ----- | ----- | ----- | ----- | ---- | ---- | ---- | ----- | ----- | ----- | ----- | ----- |
| Rekord max. hőmérséklet (°C)            | 18,0  | 22,0  | 26,0  | 33,0  | 39,0  | 41,0 | 44,0 | 42,0 | 38,0  | 34,0  | 28,0  | 20,0  | 44,0  |
| Átlagos max. hőmérséklet (°C)           | 3,1   | 6,7   | 12,3  | 17,6  | 22,6  | 27,7 | 33,0 | 32,3 | 26,5  | 19,5  | 10,1  | 3,0   | 17,9  |
| Átlagos min. hőmérséklet (°C)           | −8,0  | −5,7  | −2,9  | −0,8  | 3,0   | 6,7  | 10,3 | 8,8  | 3,3   | −1,4  | −4,7  | −7,9  | 0,1   |
| Rekord min. hőmérséklet (°C)            | −42,0 | −38,0 | −27,0 | −13,0 | −12,0 | −7,0 | −5,0 | −9,0 | −12,0 | −20,0 | −23,0 | −47,0 | −47,0 |
| Átl. csapadékmennyiség (mm)             | 29    | 22    | 22    | 22    | 25    | 22   | 11   | 9    | 12    | 17    | 24    | 29    | 244   |
| Forrás: Western Regional Climate Center |       |       |       |       |       |      |      |      |       |       |       |       |       |

## Fordítás
- Ez a szócikk részben vagy egészben  a   Riverside, Malheur County, Oregon című angol Wikipédia-szócikk ezen változatának fordításán alapul.  Az eredeti cikk szerkesztőit annak laptörténete sorolja fel. Ez a jelzés csupán a megfogalmazás eredetét és a szerzői jogokat jelzi, nem szolgál a cikkben szereplő információk forrásmegjelöléseként.